# Гуссоне, Джованни
Джованни Гуссоне (итал. Giovanni Gussone; 8 февраля 1787, Вилламайна, Кампания — 14 января 1866, Неаполь, Королевство Италия) — итальянский ботаник, профессор. 

## Биография
Джованни Гуссоне родился в коммуне Вилламайна 8 февраля 1787 года. Гуссоне написал множество научных работ, которые были в основном по флористике. Джованни Гуссоне был почётным профессором в Неаполе. Он внёс значительный вклад в ботанику, описав множество видов растений. Джованни Гуссоне умер в городе Неаполь 14 января 1866 года.

## Научная деятельность
Джованни Гуссоне специализировался на папоротниковидных и на семенных растениях.

## Некоторые научные работы
- Florae siculae prodromus. 1827—1828[5].
- Plantae rariores. 1826[5].
- Flora sicula. 1829[5].
- Florae siculae synopsis. 1842—1845[5].
- Enumeratio plantarum vascularium in insula Inarime. 1855[5].